# 茨城県立境高等学校
茨城県立境高等学校（いばらきけんりつ さかいこうとうがっこう）は、茨城県猿島郡境町にある県立高等学校。

## 概要
2009年（平成21年）に旧境高等学校と旧茨城県立境西高等学校が統合し設立された。校地や校歌・校章は旧境高校のものが流用されている。校訓は旧境高校の校訓であった「誠実・剛健」と、旧境西高校の校訓であった「協心・力行」とを足したもの。
スクールバスは結城・古河コース、下妻・八千代コース、坂東コースの3コースで運行している。

## 沿革
- 1928年
  - 4月12日 - 茨城県立境中学校創立。
  - 12月7日 - 本館・体育館・武道場竣工。
- 1948年4月1日 - 境中学校が茨城県立境高等学校（旧校）となる。全日制普通科、定時制普通科設置。
- 1958年4月1日 - 農業科設置。
- 1963年3月31日 - 農業科募集停止。
- 1965年3月31日 - 農業科廃止。
- 1978年4月1日 - 茨城県立境西高等学校開校。
- 1992年3月31日 - 境高校の定時制が募集停止。
- 1996年3月31日 - 定時制廃止。
- 2009年4月 - 境高等学校と境西高等学校が統合し、新校として開校。

## 著名な出身者
- 桜井繁（サッカー選手）
- 眞中幹夫（元サッカー選手）
- 野口裕司（元サッカー選手）
- 木村拓也（フジテレビアナウンサー）
- 齋藤裕俊（総合格闘家）
- 富張広司（版画家）
- セツ・スズキ（彫刻家）
- 羽富琉偉（バレーボール選手）
- 野口渉（野球選手）